# Rinconada, Las Minas
Rinconada är en ort i Mexiko.   Den ligger i kommunen Las Minas och delstaten Veracruz, i den sydöstra delen av landet, 210 km öster om huvudstaden Mexico City. Rinconada ligger 1 787 meter över havet och antalet invånare är 480.
Terrängen runt Rinconada är varierad. Runt Rinconada är det ganska tätbefolkat, med 160 invånare per kvadratkilometer. Närmaste större samhälle är Atzalan, 16,6 km nordväst om Rinconada. I omgivningarna runt Rinconada växer i huvudsak blandskog.